# Flores de otro mundo
Flores de otro mundo es una película española dirigida por Icíar Bollaín.

## Argumento
Se organiza una caravana de mujeres a Santa Eulalia. En ella viajan 
- Patricia (Lissete Mejía), una dominicana con hijos que busca estabilidad económica.
- Marirrosi (Elena Irureta), una bilbaína madura con dinero, pero en busca de un amor.
- Milady (Marilyn Torres), una joven cubana que ha migrado en busca de una nueva vida.

## Rodaje
Se rodó en Cantalojas, Condemios de Arriba, Jadraque y Villacadima, todos ellos pueblos de la provincia de Guadalajara.

## Premios

### Goya 1999
| Categoría              | Persona                        | Resultado  |
| ---------------------- | ------------------------------ | ---------- |
| Mejor actor revelación | Luis Tosar                     | Candidato  |
| Mejor guion original   | Icíar Bollaín Julio Llamazares | Candidatos |

## Reparto
| Actor/Actriz         | Personaje         |
| -------------------- | ----------------- |
| José Sancho          | Carmelo           |
| Luis Tosar           | Damián            |
| Lissete Mejía        | Patricia          |
| Chete Lera           | Alfonso           |
| Marilyn Torres       | Milady            |
| Elena Irureta        | Marirrosi         |
| Amparo Valle         | Gregoria la madre |
| Rubén Ochandiano     | Óscar             |
| Ángela Herrera       | Lorna             |
| Doris Cerdá          | Daisy             |
| Chiqui Fernández     | Aurora            |
| Carlos Kaniowsky     | Felipe            |
| Isabel de los Santos | Janay             |
| Germán Montaner      | Paisano           |
| Andrés Lima          | Soltero           |
| Félix Cubero         | Soltero           |
| José Alias           | Soltero           |
| Antonio de la Torre  | Camionero         |
| Susana Hernández     | Olvido            |
| Maite Sandoval       | Soltera Bus       |
| Concha del Val       | Soltera Bus       |
| Carmen Arévalo       | Soltera Bus       |
| Ana Frau             | Soltera Bus       |
| Trinidad Rugero      | Soltera Bus       |
| Mercedes Castro      | Soltera Bus       |
| Allen Euclides       | Fran              |
| Ada Mercedes         | Graciela          |
| Richard Ovalles      | Orlandito         |
| David Arranz         | Luisín            |
| Juan de Pedro        | Párocco           |
| Eusebio de Fresno    | Vecino            |
| Juan Márquez         | Joven Bar         |
| Iván Hermés          | Joven Bar         |
| Paco Manzanedo       | Joven Bar         |
| Josu Ormaetxe        | Alcalde           |
| Quique Torres        | Cabo              |
| Empar Ferrer         | Cuñada            |
| Almudena González    | Orquesta          |
| José Ros             | Orquesta          |
| Fran Valenzuela      | Orquesta          |
| Carlos Laorden       | Orquesta          |
| Ángel Calonge        | Orquesta          |
| Sergi Calleja        |                   |
| José Antonio Gordo   |                   |
| Marcos Márquez       |                   |
| Isabel Gamo          |                   |
| Teodora Sánchez      |                   |
| Luis Miguel Seguí    |                   |
| Pascual Gordo        |                   |
| Epifanio Hernández   |                   |
| Felisa Redondo       |                   |
| José Herrero         |                   |
| Emiliana Sierra      |                   |
| Azucena Hernández    |                   |
| Evarista Sanz        |                   |
| Paco Redondo         |                   |
| Celedonio Sierra     |                   |
| Azucena Sánchez      |                   |